# 龍寶寺
龍寳寺（りゅうほうじ、龍宝寺）は、神奈川県鎌倉市植木にある曹洞宗の寺。山号は陽谷山（ようこくざん）。本尊は釈迦如来像、開基は北条綱成、開山は泰絮宗栄と伝えられる。

## 歴史
1503年（文亀3年）、3代目玉縄城主・北条綱成が玉縄城の東北、山居（現在の栄光学園周辺にあたる）に開基し、寺地を寄付して「香花院」とし、泰絮宗栄をもって開山した。なお、綱成の戒名が「瑞光院殿実州宗心大居士」だったため、寺も「瑞光院」と呼ばれた。龍寶寺砦としても機能し、山上には平場も見られる。また、歴史館の説明によれば、寺入り口の土盛りは、土塁とされている。
1575年（天正3年）、4代目城主・北条氏勝が3代目城主・北条氏繁を弔うため現在の地に移し、氏繁の戒名（龍寶寺殿応栄公大居士）から寺名を「龍寶寺」と改めて建立した。その当時は玉縄北条氏の菩堤寺として栄えた。
後年新井白石が付近の城廻に家禄を得ると、白石は龍寶寺に200石を献上した。また朝鮮通信使の宿舎として使われた事もある。
1882年（明治10年）1月に貞宗寺境内より玉縄学校（現在の鎌倉市立玉繩小学校）が移転し、その後1937年（昭和12年）8月に現在地（玉縄1丁目）へ移転するまで50年近く山門内に置かれた。
1948年（昭和23年）4月8日、宗教法人龍寶寺（曹洞宗）玉縄幼稚園創立。　
1951年（昭和26年）、火災により山門・鐘楼以外を全焼したが、1959年（昭和34年）に再建した。

## 伽藍

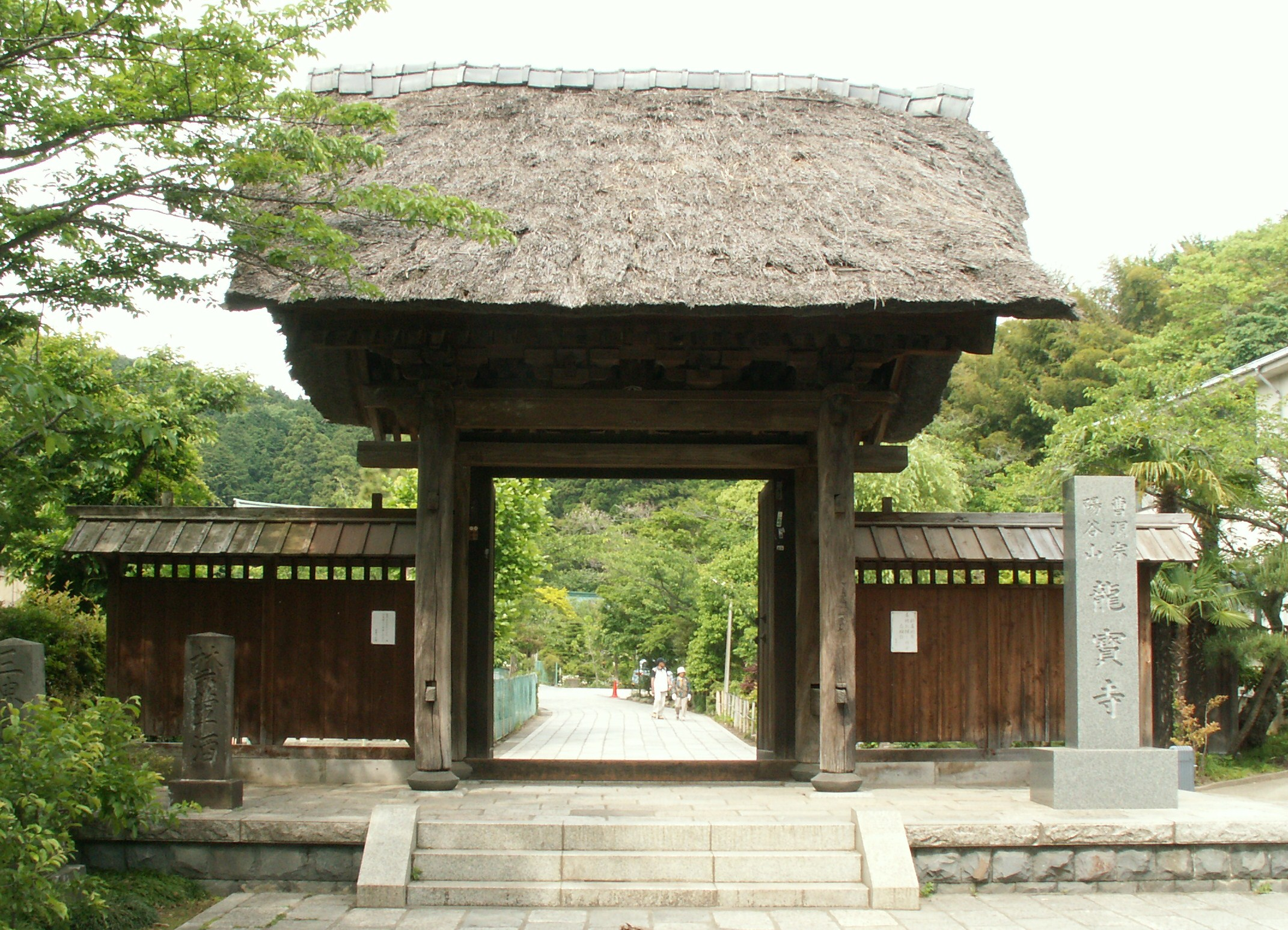
龍寶寺山門

山門
山門は木造茅葺で元禄年間頃の創建と伝わる。なお山門を入って左側には同寺が運営する玉縄幼稚園が、右側には玉縄歴史館がたつ。
本堂
1951年（昭和26年）の火災により全焼したが、1959年（昭和34年）に大岡実の設計で再建される。
欄間には五百羅漢像が彫られ、本堂内には本尊の釈迦如来坐像や脇侍の文殊菩薩・普賢菩薩が安置されている他、源実朝や後北条時代の歴代玉縄城主の位牌も祀られている。
参道
御影石を敷いた参道で山門より本堂までを結ぶ。なお御影石は廃止された都電の軌道にあったものを転用している。

## 文化財

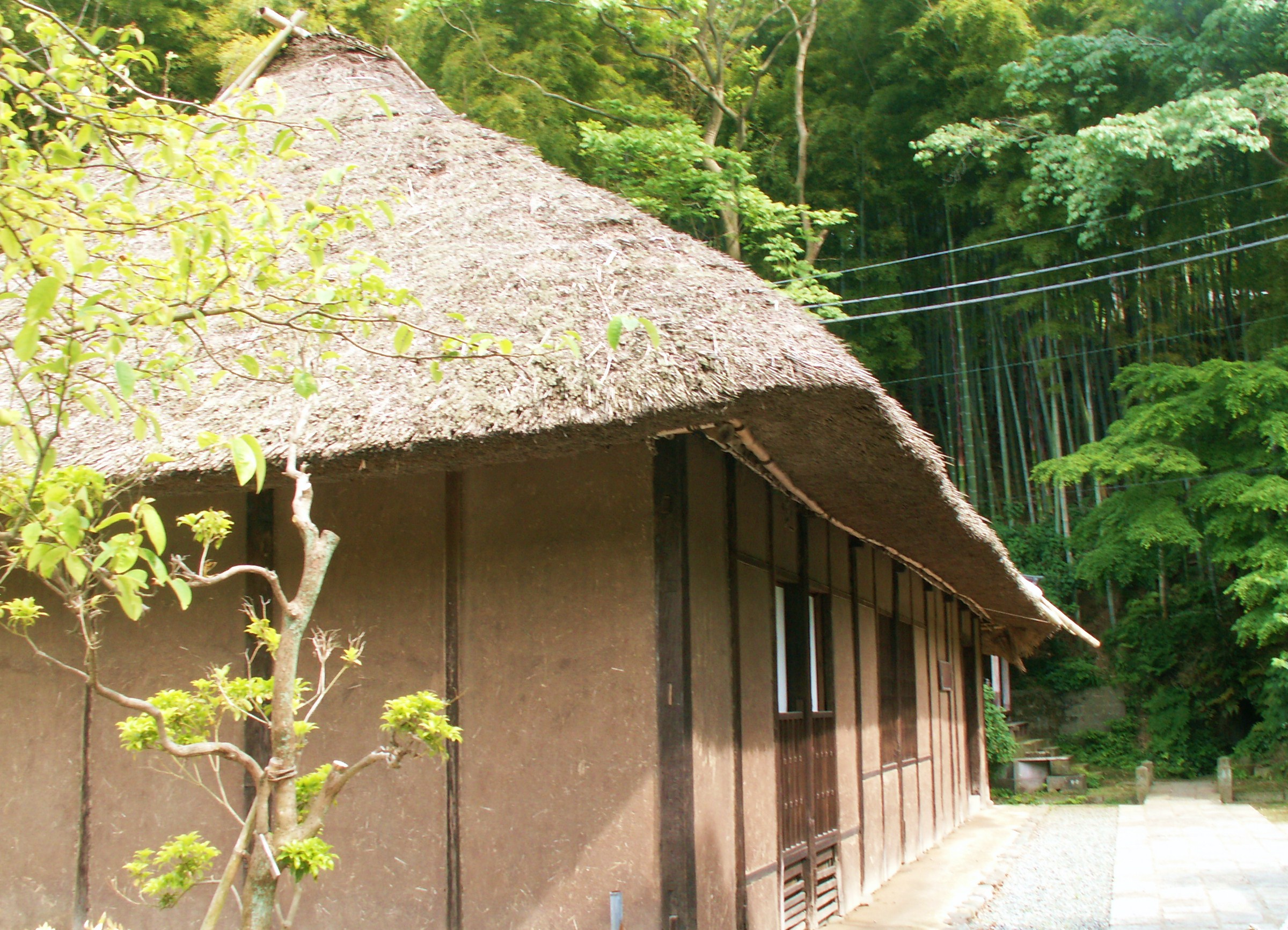
旧石井家住宅

### 国の重要文化財
- 旧石井家住宅 - 江戸時代中期（1601年-1700年）の建立。桁行15.5m、梁間9.1m、寄棟造、茅葺。元禄期に建てられた農家を移築したもの。石井家はもともと後北条氏に属した地侍で、後北条氏滅亡後帰農し、関谷村の名主を代々務めたと伝わる。1969年（昭和44年）6月20日、重要文化財に指定[2]。

## その他

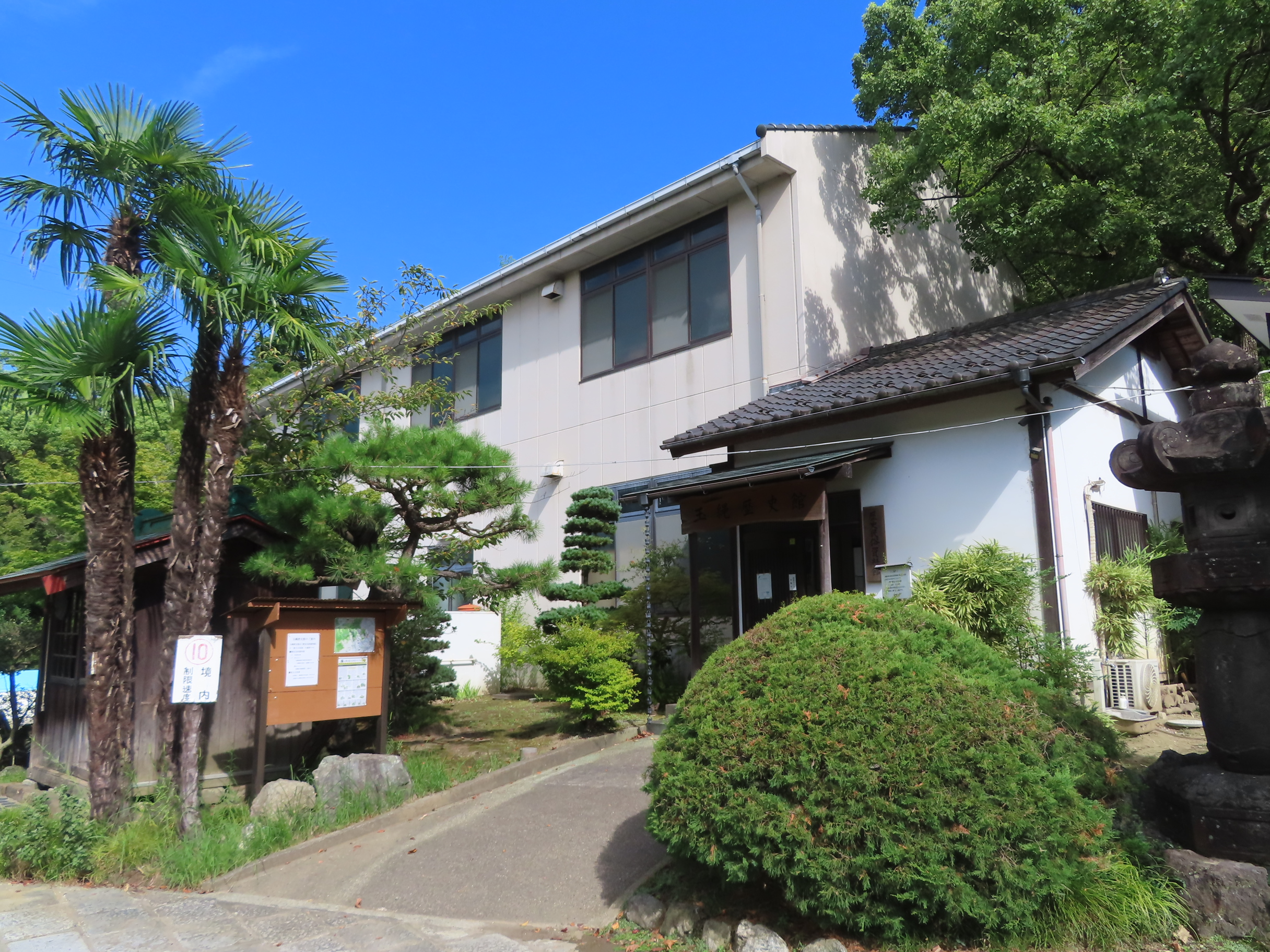
玉縄歴史館

- 朝散大夫新井源公碑 - 1725年（享保10年）に室鳩巣が撰した碑。新井白石に関する碑だが、風雨により磨耗しており銘文は判読できない。

- 玉縄歴史館 - 旧石井家住宅に隣接して建つ。旧称「玉縄ふるさと館」、それ以前は「玉縄民俗資料館」。旧石井家や周辺の旧家に残されていた家具や農具を集め展示している。また玉縄城に関する遺物や資料、縄文時代の遺物、地元の歴史資料も展示されている。2011年（平成23年）3月に旧石井家住宅とともに整備し「玉縄ふるさと館」となったが、2020年（令和2年）8月1日に「玉縄歴史館」としてリニューアルオープンした[3]。

## 交通アクセス
- 神奈川県道402号阿久和鎌倉線沿い
- JR大船駅より徒歩15分